# André Gumprecht
André Gumprecht (Jena, 26 novembre 1974) è un ex calciatore tedesco, di ruolo centrocampista.

## Carriera

Gumprecht con la maglia del nel 1993-1994.

Cresce calcisticamente nel settore giovanile del Carl Zeiss Jena, la squadra della sua città. Nel 1991 passa nel vivaio del Bayer Leverkusen, con cui non trova l'esordio in prima squadra.
Rappresentando la propria nazione nei tornei giovanili, si reca in Italia per il Torneo di Viareggio. Pur non scendendo in campo nel torneo, nel novembre del 1993 è ingaggiato dal Lecce, con cui, all'età di 18 anni, esordisce in Serie A nella stagione 1993-1994, subentrando a Gérson all'81º minuto della partita Torino-Lecce 3-0 del 28 novembre 1993, valida per la 13ª giornata della massima serie. Alla fine le sue presenze in campionato, deludenti, saranno solo 7, in un'annata segnata da una brutta retrocessione in Serie B. Dopo aver giocato solo venti minuti in due partite della Serie B 1994-1995 e il secondo tempo della sfida di Coppa Italia contro la Salernitana, lascia la squadra salentina nel 1995.
Trascorre i successivi sette anni giocando con club Wattenscheid, Bayer Leverkusen, Hallescher e Zwickau.
Abbandona poi nuovamente la Germania per fare il suo debutto nella A-League (prima divisione australiana) con i Perth Glory, vincendo, oltre al campionato 2002-2003, il riconoscimento assegnato dai giornalisti, il Mel Moffat Award, come miglior giocatore della stagione.
Dopo una breve esperienza nel campionato di Singapore con i Singapore Armed Forces FC, torna nella A-League con i Mariners, vincendo la Pre-Season Challenge Cup nel 2005.

## Dopo il ritiro
Gestisce in Australia un'accademia per giovani calciatori, in cui ricopre inoltre il ruolo di capo-allenatore.

## Controversie
Nel febbraio 2008, durante una festa in maschera organizzata dalla sua squadra per la fine del campionato, indossa un costume da Adolf Hitler, suscitando forti polemiche in Australia.

## Palmarès

### Club

#### Competizioni nazionali
- Fußball-Regionalliga: 1

Wattenscheid 09: 1996-1997